# 聖多明各泥鱂
聖多明各泥鱂，為輻鰭魚綱鯉齒目鯉齒亞目花鳉科的其中一種，分布於中美洲海地及多明尼加的淡水流域，體長可達2.6公分，棲息在植被生長茂密、水流緩慢的溪流，屬肉食性，生活習性不明，可做為觀賞魚。

## 擴展閱讀
維基物種上的相關：聖多明各泥鱂